# بامبل، نروژ
بامبل (به لاتین: Bamble) یک شهرداری در نروژ است که در تلمارک واقع شده‌است. بامبل ۳۰۴ کیلومتر مربع مساحت و ۱۴٬۱۶۳ نفر جمعیت دارد.

## خواهرخوانده
شهر بخش وسترویک خواهرخواندهٔ بامبل، نروژ هست.